# The Corrs Unplugged
 (août 2023).
Si vous disposez d'ouvrages ou d'articles de référence ou si vous connaissez des sites web de qualité traitant du thème abordé ici, merci de compléter l'article en donnant les références utiles à sa vérifiabilité et en les liant à la section « Notes et références ».
Albums de The Corrs
Talk on Corners
(1997) In Blue
(2000)
The Corrs Unplugged est le 2e album LIVE du groupe irlandais The Corrs. 
Cet album fait partie de la série des MTV Unplugged.

## Liste des morceaux
| 1.    | Only When I Sleep                | 4:38 |
| 2.    | What Can I Do?                   | 4:36 |
| 3.    | Radio                            | 4:51 |
| 4.    | Toss The Feathers [Instrumental] | 3:14 |
| 5.    | Runaway                          | 4:36 |
| 6.    | Forgiven Not Forgotten           | 5:22 |
| 7.    | At Your Side                     | 4:33 |
| 8.    | Little Wing                      | 4:41 |
| 9.    | No Frontiers                     | 4:28 |
| 10.   | Queen of Hollywood               | 4:44 |
| 11.   | Old Town                         | 3:09 |
| 12.   | Lough Erin Shore [Instrumental]  | 4:25 |
| 13.   | So Young                         | 4:53 |
| 14.   | Everybody Hurts                  | 5:45 |
| 68:17 |                                  |      |